# Nederlandse kampioenschappen shorttrack 2023
De Nederlandse kampioenschappen shorttrack 2023 werden op Oudjaarsdag 31 december 2022 en Nieuwjaarsdag 1 januari 2023 gehouden in de stad Leeuwarden. Het was de tweede officiële editie van het NK shorttrack afstanden (na 2021) en de eerste keer dat het NK shorttrack geen allroundklassement meer bevatte.

## Resultatenoverzicht
|         | 500 meter        | 1000 meter       | 1500 meter       |
| ------- | ---------------- | ---------------- | ---------------- |
| Mannen  | Jens van 't Wout | Jens van 't Wout | Jens van 't Wout |
| Vrouwen | Xandra Velzeboer | Xandra Velzeboer | Xandra Velzeboer |

## Mannen
| #      | Schaatser         | Tijd   |
| ------ | ----------------- | ------ |
| Goud   | Jens van 't Wout  | 42,037 |
| Zilver | Daan Kos          | 42,192 |
| Brons  | Melle van 't Wout | 42,402 |
| 4      | Niels Kingma      | 42,428 |
| 5      | Teun Boer         | 42,492 |
|        |                   |        |
| 6 (B1) | Jenning de Boo    | 42,175 |
| 7 (B2) | Itzhak de Laat    | 42,299 |
| 8 (B3) | Ted Dalrymple     | 42,336 |
| 9 (B4) | Zeno de Boer      | 42,868 |

| #       | Schaatser         | Tijd     |
| ------- | ----------------- | -------- |
| Goud    | Jens van 't Wout  | 1.25,779 |
| Zilver  | Melle van 't Wout | 1.26,564 |
| Brons   | Itzhak de Laat    | 1.26,687 |
| 4       | Niels Kingma      | 1.26,947 |
| 5       | Jenning de Boo    | 1.27,753 |
| 6 (pen) | Teun Boer         |          |
|         |                   |          |
| 7 (B1)  | Daan Kos          | 1.38,093 |
| 8 (B2)  | Bas van der Valk  | 1.38,368 |
| 9 (B3)  | Idse van Benthum  | 1.39,105 |

| #       | Schaatser         | Tijd     |
| ------- | ----------------- | -------- |
| Goud    | Jens van 't Wout  | 2.20,729 |
| Zilver  | Itzhak de Laat    | 2.20,852 |
| Brons   | Friso Emons       | 2.20,862 |
| 4       | Sjinkie Knegt     | 2.21,287 |
| 5       | Daan Kos          | 2.21,597 |
| 6       | Melle van 't Wout | 2.23,217 |
| 7       | Hugo Bosma        | 2.25,040 |
| 8 (pen) | Teun Boer         |          |

## Vrouwen
| #      | Schaatser          | Tijd   |
| ------ | ------------------ | ------ |
| Goud   | Xandra Velzeboer   | 42,926 |
| Zilver | Selma Poutsma      | 43,370 |
| Brons  | Michelle Velzeboer | 43,936 |
| 4      | Rianne de Vries    | 44,412 |
| 5      | Zoë Deltrap        | 45,324 |
|        |                    |        |
| 6 (B1) | Angel Daleman      | 45,652 |
| 7 (B2) | Anne Floor Otter   | 45,743 |
| 8 (B3) | Femke de Boer      | 45,903 |
| 9 (B4) | Lotte Donderwinkel | 45,984 |

| #       | Schaatser          | Tijd     |
| ------- | ------------------ | -------- |
| Goud    | Xandra Velzeboer   | 1.30,876 |
| Zilver  | Selma Poutsma      | 1.31,140 |
| Brons   | Michelle Velzeboer | 1.31,456 |
| 4       | Rianne de Vries    | 1.31,528 |
| 5       | Zoë Deltrap        | 1.33,098 |
|         |                    |          |
| 6 (B1)  | Angel Daleman      | 1.39,201 |
| 7 (B2)  | Anne Floor Otter   | 1.39,240 |
| 8 (B3)  | Femke de Boer      | 1.40,055 |
| 9 (B4)  | Lotte Donderwinkel | 1.40,091 |
| 10 (B5) | Valerie Aarts      | 2.09,068 |

| #      | Schaatser          | Tijd     |
| ------ | ------------------ | -------- |
| Goud   | Xandra Velzeboer   | 2.25,554 |
| Zilver | Angel Daleman      | 2.25,628 |
| Brons  | Selma Poutsma      | 2.26,995 |
| 4      | Anne Floor Otter   | 2.27,074 |
| 5      | Rianne de Vries    | 2.28,195 |
| 6      | Michelle Velzeboer | 2.28,266 |
| 7      | Zoë Deltrap        | 2.30,341 |
| 8      | Kiek Straathof     | 2.35,140 |